# Ненад Лалатовић
Ненад Лалатовић (Београд, 22. децембар 1977) je бивши српски фудбалер, а садашњи фудбалски тренер.

## Играчка каријера
Прошао је све млађе категорије Црвене звезде, а за први тим црвено-белих је дебитовао у финишу пролећног дела првенства 1997. године, а сезону раније био је на позајмици у ОФК Београду. Калио се и у Радничком из Крагујевца 1997. године, као и у београдском Милиционару од 1997. до 1999. године, када се вратио у Црвену звезду. Славољуб Муслин је у току јесење сезоне 1999/00. преузео место тренера, а Лалатовић је у пролећном делу сезоне одиграо већи број мечева у стартној постави.
Лалатовић је за Звезду одиграо 118 званичних мечева и постигао пет голова. Освојио је две шампионске титуле (2000, 2001) и два Купа Југославије (2000, 2002). У сезони 2000/01. је постигао четири гола у шампионату. У стрелце се уписао у 115. вечитом дербију против Партизана у победи од 2:0, а противничке голмане је матирао и против Обилића (4:0), као и два пута против Напретка у победама од 2:1 и 9:1. После одласка Горана Буњевчевића у Тотенхем 2001. године, Лалатовић је промовисан у новог капитена Црвене звезде. У сезони 2001/02. одиграо је чак 40 такмичарских утакмица – највише у екипи уз Марјана Марковића. Играо је у квалификацијама за Лигу шампиона против Динама из Кијева 2000. године (0:0 и 1:1), и Бајера из Леверкузена 2001. године (0:0 и 0:3), али Звезда није успела да се докопа групне фазе елитног такмичења. Са њим у тиму црвено-бели су из Купа УЕФА избацивали енглески Лестер (1:1 и 3:1) и италијански Кјево из Вероне (0:0 и 2:0), победили Селту (1:0), све екипе из тада три најјаче лиге у Европи.
У јануару 2003. постаје члан украјинског Шахтјора са којим је потписао трогодишњи уговор. Након годину дана таворења у украјинском Доњецку, решио је да потражи срећу на другој страни, па је прихватио понуду о позајмици из немачког бундеслигаша Волфсбурга. Осим неколико сусрета у другом тиму Волфсбурга, није успео да се наметне у овом бундеслигашу, па се вратио у Украјину.
У новембру 2005. Фудбалски савез Украјине је Лалатовића суспендовао на 12 месеци због напада на судију у мечу „Б” тимова Шахтјора и Зорје. Наводно је после утакмице песницом ударио арбитра, добио црвени картон, а после тога с леђа опет насрнуо на њега. У децембру 2005. Лалатовић и клуб из Доњецка су раскинули уговор и искусни дефанзивац се вратио у Србију. Једно време наступао за Земун, да би каријеру окончао у дресу ОФК Београда.
За репрезентацију СР Југославије одиграо је један меч. Било је то 13. децембра 2000. на мечу против Грчке када је провео на терену 45. минута.

## Тренерска каријера

### Клупска
Лалатовић је тренерску каријеру почео на клупи Срема из Сремске Митровице априла 2010. године. Наредне две сезоне водио је Пролетер из Новог Сада, а у сезони 2013/14. је по шест месеци био тренер Вождовца и Напретка.
У јуну 2014. Лалатовић је постављен за тренера Црвене звезде. Са црвено-белима је у сезони 2014/15. освојио друго место у Суперлиги Србије са 7 бодова заостатка за Партизаном, док је у Купу Србије тим елиминисан већ у осмини финала од Рада. Клуб није наступао у европским такмичењима због казне УЕФА. На крају сезоне Лалатовићу је истекао уговор па је напустио клупу црвено-белих.
Крајем јуна 2015. Лалатовић је постављен за тренера Борца из Чачка. Због тешке финансијске ситуације у клубу он је напустио Борац 10. новембра 2015. године. У моменту његовог одласка Борац се налазио на другом месту у Суперлиги Србије.
Само дан након што је напустио Чачане, Лалатовић је представљен као нови шеф стручног штаба Војводине. Са Новосађанима се задржао до 16. децембра 2016. године када је поднео оставку. Војводина је са њим као тренером стигла до последњег кола квалификација за Лигу Европе, а у Суперлиги Србије 2016/17. је на крају јесењег дела шампионата била на трећем месту са девет бодова мање од Црвене звезде, а три од Партизана. Под његовим вођством, током 13 месеци и четири дана, Новосађани су одиграли 54 званичне утакмице у првенству, Купу Србије и квалификацијама за Лигу Европе. Забележили су скор од 30 победа, 15 ремија и само 8 пораза, уз сјајну гол разлику – 87:36.
Лалатовић је 26. децембра 2016. постављен за тренера Чукаричког, са којим је потписао четворогодишњи уговор. Водио је Чукарички до краја сезоне 2017/18. када је споразумно раскинуо сарадњу са клубом. Почетком јуна 2018. године је постављен за тренера Радничког из Ниша. Са екипом Радничког је у сезони 2018/19. освојио друго место у Суперлиги Србије, што је најбољи пласман у историји клуба. Такође је стигао до полуфинала Купа где је елиминисан од Партизана. У јуну 2019. године је напустио Раднички.
Неколико дана након напуштања Радничког, Лалатовић је по други пут у каријери преузео Војводину. У финалној утакмици Купа Србије за сезону 2019/20, Војводина је била боља од Партизана, после успешнијег извођења једанаестераца. Лалатовић је на тај начин освојио свој први трофеј у тренерској каријери. Крајем октобра 2020, након тријумфа у првенственој утакмици над Бачком, Лалатовић је постао тренер са највише забележених победа у историји ФК Војводина. Он је тако оборио рекорд стар више од шездесет година који је претходно држао Густав Лехнер, који је водио екипу од 1953. до 1957. године. Лалатовић је напустио Војводину по окончању такмичарске 2020/21.
Дана 8. јуна 2021. године је по други пут у каријери постављен за тренера Радничког из Ниша. Међутим, Лалатовић није водио Раднички пошто је 16 дана касније преузео Ал Батин, прволигаша из Саудијске Арабије. Водио је Ал Батин на осам утакмица (једна победа, три ремија и четири пораза), након чега је 17. октобра 2021. добио отказ.
У фебруару 2022. је постављен за тренера Радничког 1923 из Крагујевца. У моменту преузимања клуба, Раднички се налазио на последњем месту Суперлиге Србије. Под Лалатовићем вођством, Раднички 1923 је остварио учинак од шест победа, четири ремија и осам пораза и од последњег места на крају јесењег дела сезоне домогао се баража (у којем је био бољи од панчевачког Железничара) и опстанка у највишем рангу такмичења.
У јуну 2022. је постављен за тренера Борца из Бања Луке. На почетку свог мандата елиминисан је у 1. колу квалификација за Лигу конференције од Торшавна са Фарских Острва. Након ремија са Слогом из Добоја у Премијер лиги БиХ, 18. јула 2022, Лалатовић је поднео оставку коју је управа клуба одбила те је он остао шеф стручног штаба Бањалучана. Поново је поднео оставку 26. августа исте године, након пораза од Леотара, али је овај пут оставка прихваћена. Лалатовић је Борац водио на девет утакмица на којима је остварио четири победе, исто толико пораза те један нерешен резултат. Због реновирања Градског стадиона у Бањалуци, Лалатовић ниједну утакмицу није водио на домаћем терену.
Почетком септембра 2022. је поново постављен за тренера Радничког из Ниша. Са те функције је смењен 5. марта 2023. године. Четири дана касније је представљен као нови тренер екипе Младости из Новог Сада. Водио је Младост на 11 мечева, забележио учинак од две победе, шест ремија и три пораза, али је клуб испао из Суперлиге Србије. На крају сезоне му је исткао уговор па је напустио клуб.
У окторбу 2024. године Ненад Лалатовић је напустио екипу Младости из Лучана и преузео по трећи пут ФК Војводина.

### Репрезентативна
Лалатовић је 1. марта 2017. године постављен за селектора младе репрезентације Србије. Претходно је Томислав Сивић са младом репрезентацијом изборио пласман на Европско првенство 2017. у Пољској, али је у међувремену поднео оставку па је на његово место постављен Лалатовић како би водио тим на првенство. Млада селекција је са Лалатовићем на клупи, завршила такмичење на Европском првенству већ у групној фази. Освојен је само један бод против Македоније (2:2), док су порази дошли од Португала (0:2) и Шпаније (0:1). Након првенства Лалатовић је напустио место селектора.

## Трофеји

### Као играч
Црвена звезда
- Првенство СР Југославије (2) : 1999/00, 2000/01.
- Куп СР Југославије (2): 1999/00, 2001/02.

Шахтјор
- Првенство Украјине (1): 2004/05.

### Као тренер
Војводина
- Куп Србије (1): 2019/20.